# Behörighetsmissbruk
Behörighetsmissbruk, brott enligt svensk lag.
En person som inte redan gjort sig skyldig till något av brotten förskingring, undandräkt, grov förskingring,
olovligt förfogande, trolöshet mot huvudman,
trolöshet mot huvudman (grov) 
kan dömas för behörighetsmissbruk.
I 10 kap § 6 brottsbalken står:
"Den som, i annat fall än förut i detta kapitel är sagt, genom missbruk av behörighet att i annans ställe företaga rättshandling skadar denne eller med missbruk av behörighet att göra gällande skuldebrev eller dylik handling kräver vad annan tillkommer, dömes för behörighetsmissbruk till böter eller fängelse i högst två år.
Detsamma skall gälla, om någon fordrar betalning jämlikt handling som ej blivit utgiven eller för gäld som redan är gulden eller ock kräver att utfå gods som han redan bekommit eller mot krav åberopar kvitto som icke utgivits."